# Боа-Вішта (острів)
Острів Боа-Вішта (порт. Boa Vista або Boavista означає «гарний вид»), належить до північної групи Навітряних островів архіпелагу Острови Зеленого Мису. Архіпелаг складається з 10 островів, з яких Боавішта є третім за розміром.
Острів Боа-Вішта розташований найближче до Африканського континенту, будучи найбільш східним островом архіпелагу. Відстань від Боа-Вішти до Сенегалу — лише 450 км.
Боа-Вішта зі свою столицею, Саль Рей, розташованою у північно-західній частині острова, в основному відома завдяки численним скупченням черепах, традиційній музиці та ультрамарафону. Люди також асоціюють Боа-Вішту з безмежними прекрасними пляжами та піщаними пагорбами. Боа-Вішта займає помітне місце на туристичній карті завдяки аеропорту в Рабілі та численним варіантам розміщення, які острів пропонує для своїх туристів.

## Географія

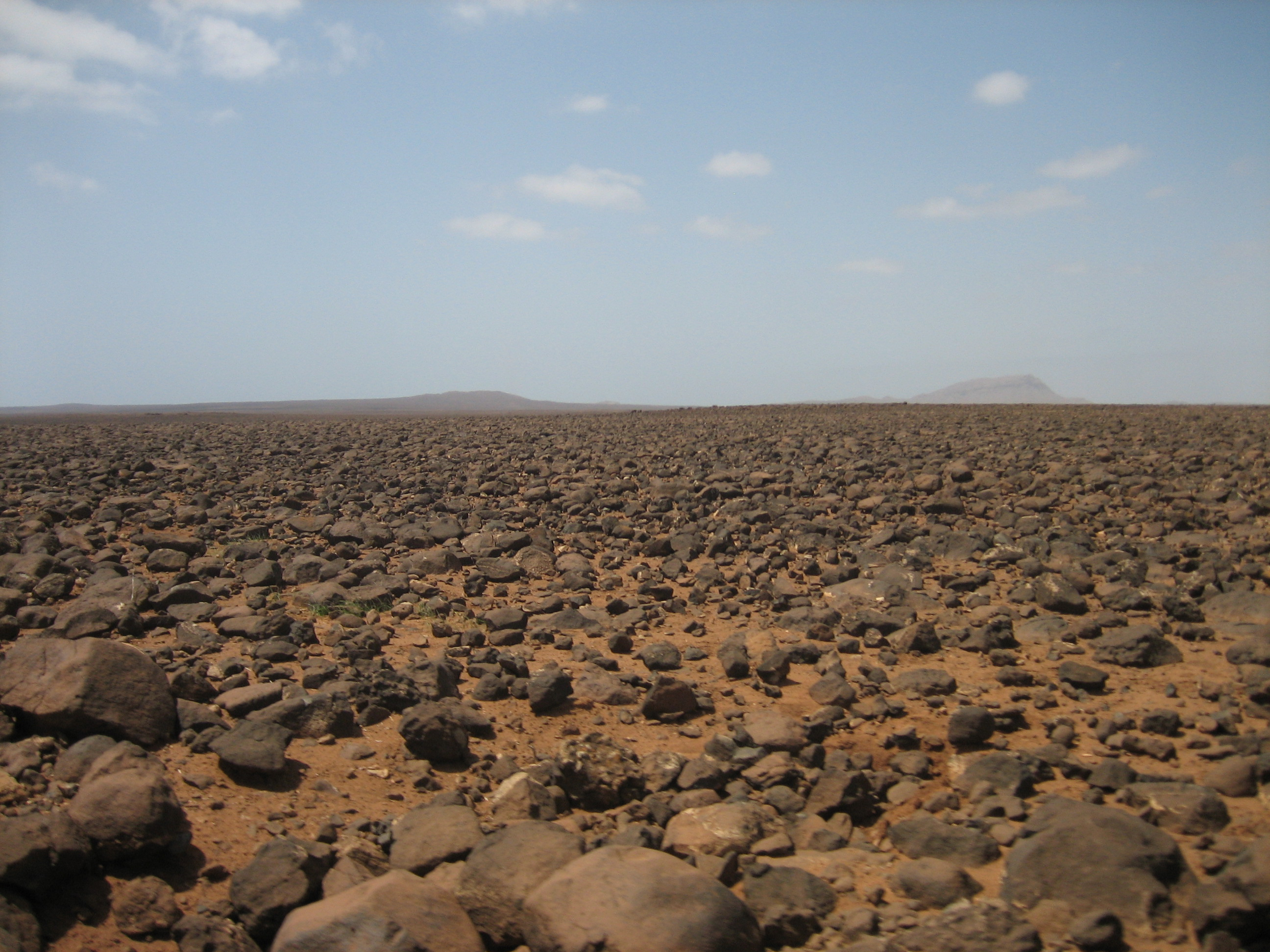
Пейзаж в центрі Боа-Вішти

Боа-Вішта — третій за величиною острів після Санту-Антау та Сантьягу, площею 631,1 квадратних кілометрів. Він розташований на південь від Сал і на північ від Майю. Острів, як правило, рівнинний, але на ньому є численні гори на кшталт Монте-Ештансія (найвища точка острова на 387 м), Монте-Санту-Антоніу, Роша-Ештансія, Морру-де-Арейя, Морру-Негру, Монте-Касадор, Піку-Форкаду та Монте Віжіа.
Боа Віста славиться своїми великими пляжами, такими як Аталанта, Кабрал, Шавеш, Ерватау, Гаташ, Санта-Моніка та Варандінья . Найпівнічніша його точка — Понта-ду-Сол; найзахідніша — Понта Варандінья. Головна річка — Рібейру-ду-Рабіл, що має найбільшу площу басейну з усіх річок Кабо-Верде — 199 км2. :22 Боа-Вішта також відома своєю пустелею Дезерту-де-Віана та дюнними полями. Боа-Віста оточена низкою незаселених острівців, найбільшим з яких є Саль-Рей.

## Історія
Незаселений острів Боа-Вішта був відкритий Антоніу де Нолі та Діогу Гомішем у 1460 році. :72–73 До кінця XVI століття єдиною людською діяльністю на острові було розведення дикої худоби. :83 Перше поселення на острові, відоме зараз як Повоасау Велья, було засноване в 1620 році біля родовищ солі, які в основному використовувалися англійцями. У 1820 році, після багатьох піратських атак, населення переїхало до Порту-Інглеш, згодом перейменованого в Саль-Рей, заснованого наприкінці 18 століття. Як і велика частина економіки Кабо-Верде, видобуток солі на Боа-Вішті в основному спирався на рабство. Португальсько-британська комісія з припинення рабства була створена на Боа-Вішті в 1842 році, але рабство не було повністю скасовано до 1876 року. До 1935 року муніципалітет Боа Вішта також охоплював острів Сал. У 1975 році Кабо-Верде оголосив про свою незалежність.

## Муніципалітет
В адміністративному відношенні острів Боа-Вішта охоплює один муніципалітет, консельйо да Боа Вішта. Цей муніципалітет складається з двох фреґезій (парафій): Санта-Ізабель та Сан-Жоау-Баптішта. Адміністративний центр — місто Сал-Рей. Дві парафії острова для статистичних цілей поділяються на 9 населених зон.

## Населення
У 1830-х роках чисельність населення Боа-Вішти оцінювалася в 4000. У 2015 році населення Боа-Вішти становило 14 451.:36 Більшість населення проживає в Саль-Реї, але також є кілька менших населених пунктів від 10 до 100 людей. З 23,3 жителями на км2 це найменш густонаселений острів в архіпелазі.:31
Населення Боа-Вішти складається з суміші різних національностей: креольських, негроїдних та європеоїдних. Креоли — це найбільша група жителів, що становить не менше 70 %, оскільки багато португальців вступали у стосунки з рабами Африканського континенту під час колонізації Португалії і осіли на Боа-Вішті після цього.
| Рік     | Населення |
| ------- | --------- |
| 1940    | 2,779     |
| 1950    | 2,985     |
| 1960    | 3,263     |
| 1970    | 3,569     |
| 1980    | 3,372     |
| 1990    | 3,452     |
| 2000    | 4,193     |
| 2010    | 8,554     |
| 2015:36 | 14,451    |

## Економіка
Раніше мешканці Боа Вішти виживали за рахунок видобутку солі та вирощування фініків. Сьогодні вони все ще заробляють гроші на фермерстві, але також на туризмі. Дуже багато людей працюють у туристичному секторі водіями таксі, працівниками однієї з мереж готелів або продавцями сувенірів у Сал-Реї. Доходи від туризму швидко зросли з моменту відкриття міжнародного аеропорту в 2007 році. На острові є кілька готелів та пляжних курортів.

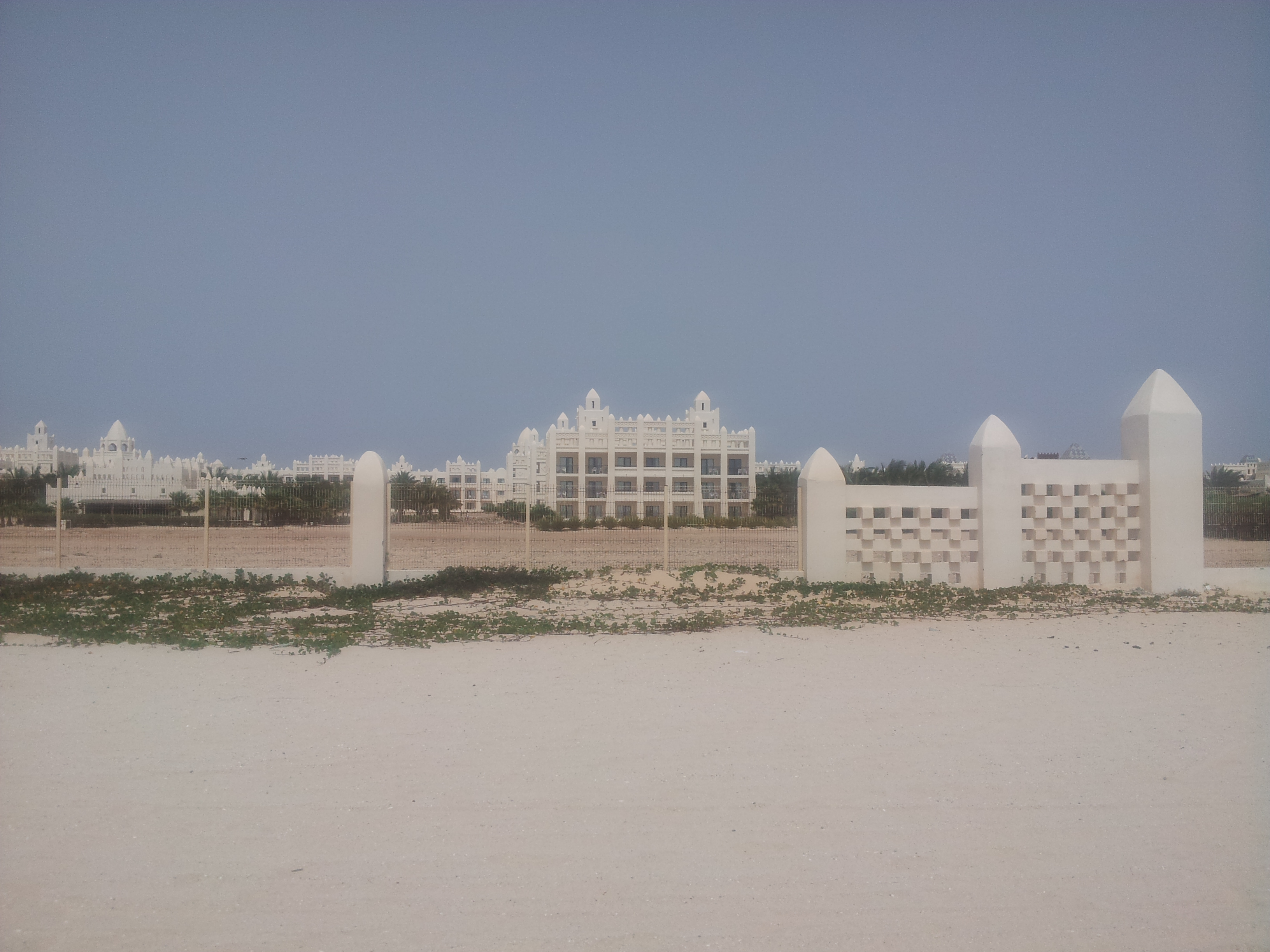
Готель Karamboa на заході від Рабіля

## Транспорт
Аеропорт Боа-Вішта — Міжнародний аеропорт Арістідеша Перейри знаходиться близько 5 км на південний схід від Сал-Рея. Є поромні переправи з порту Сал-Рей.
На острові 64 км національних доріг, єдина першокласна національна дорога з'єднує Сал-Рей та Рабіл.

## Природа
Боа-Вішта не така багата флорою і фауною, як інші великі чи більш вологі острови, такі як Сантьягу і Санту-Антуау; лише 3 % його площі займають ліси. :25 Однак 37 % площі — заповідна територія, це є найвищою часткою з усіх населених островів Кабо-Верде. :24 На Боа-Вішті є 14 охоронюваних територій, включаючи пляжі, які є важливими місцями гніздування для морських черепах і птахів. Є кілька ендемічних видів, наприклад гекон Боа-Вішти (Tarentola boavistensis), Conus boavistensis, Conus salreiensis та Plesiocystiscus bubistae.

## Галерея

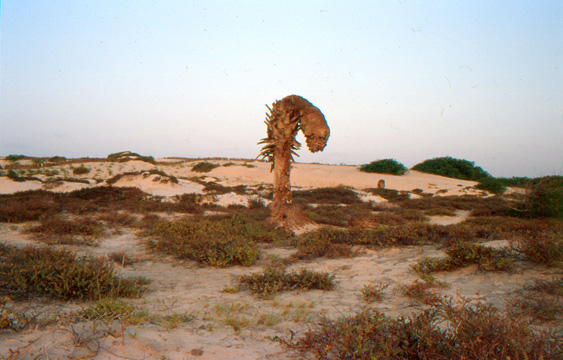
Краєвид Боа-Вішти.
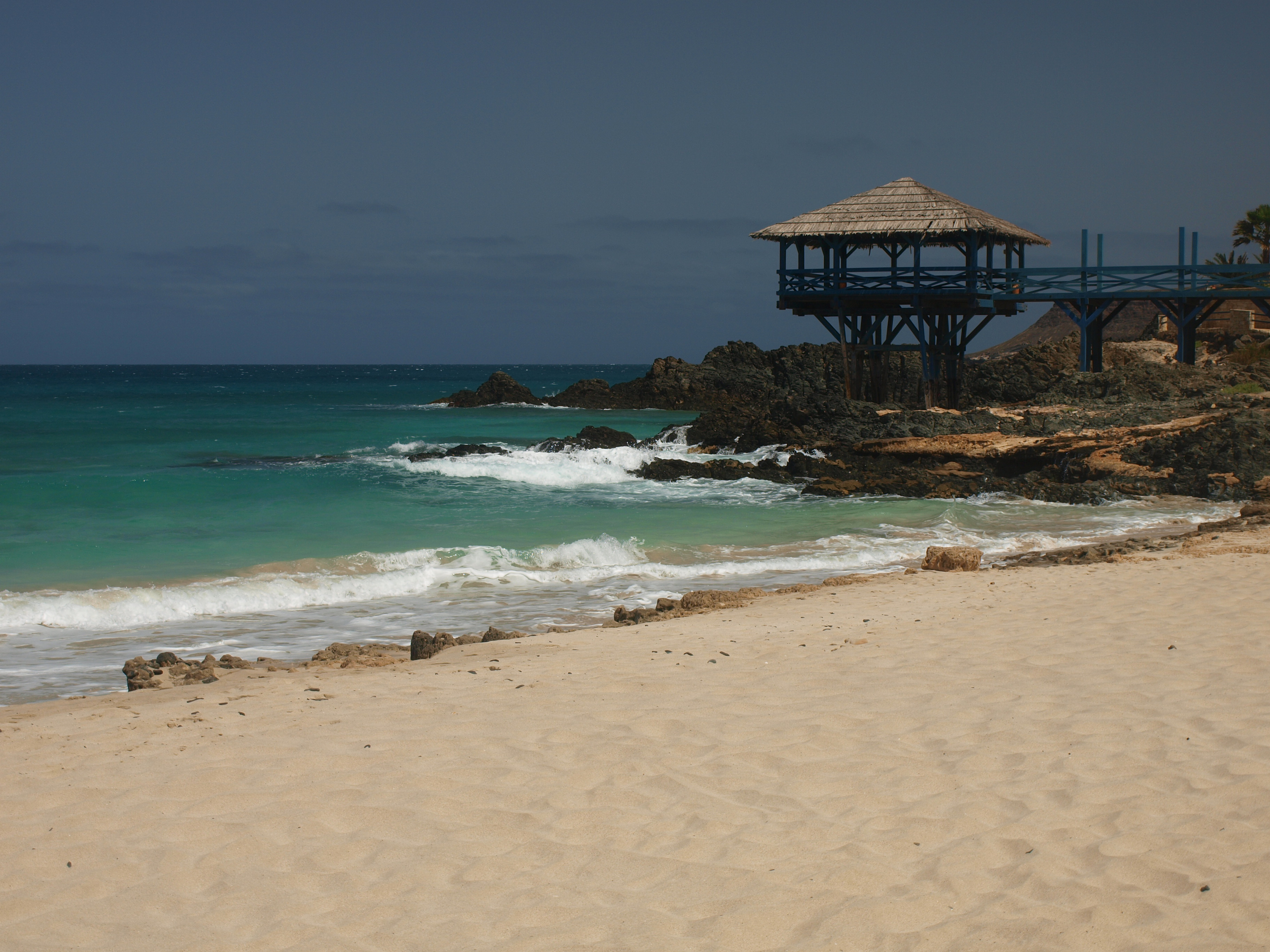
Прая де Кабрал, Боа-Вішта , Кабо-Верде
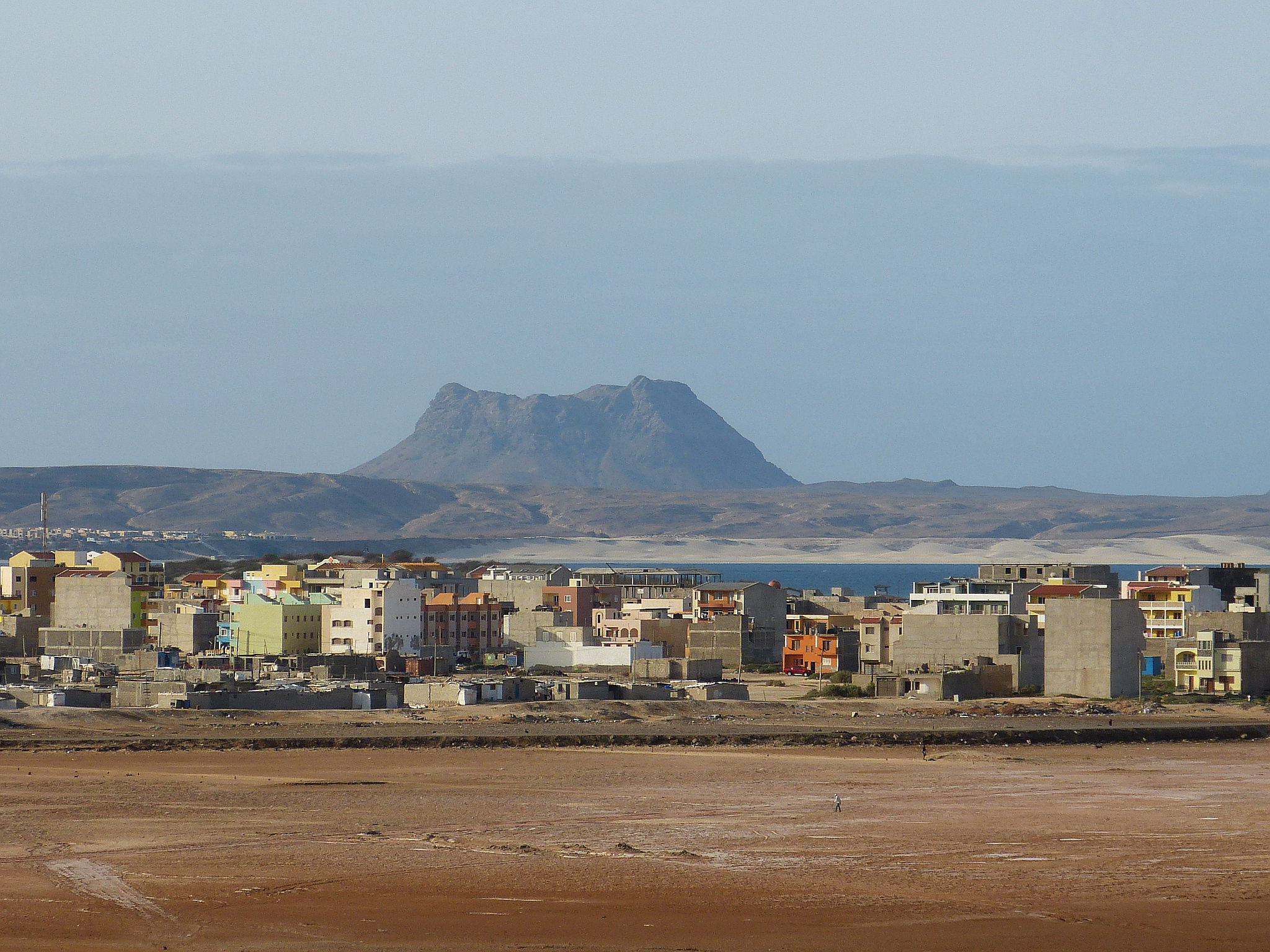
Столиця, Сал-Рей
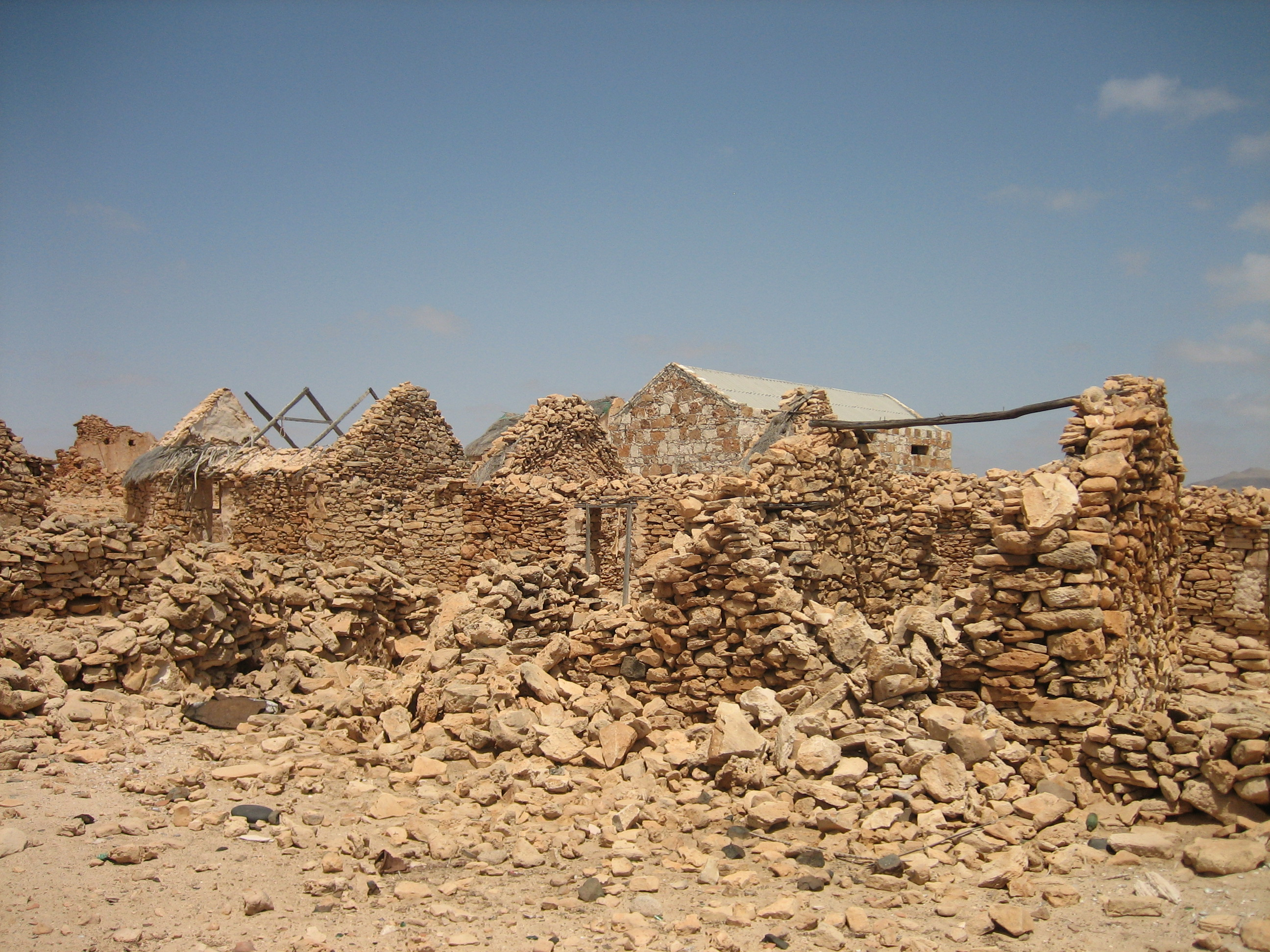
Руїни покинутого села Курал Вельйо.
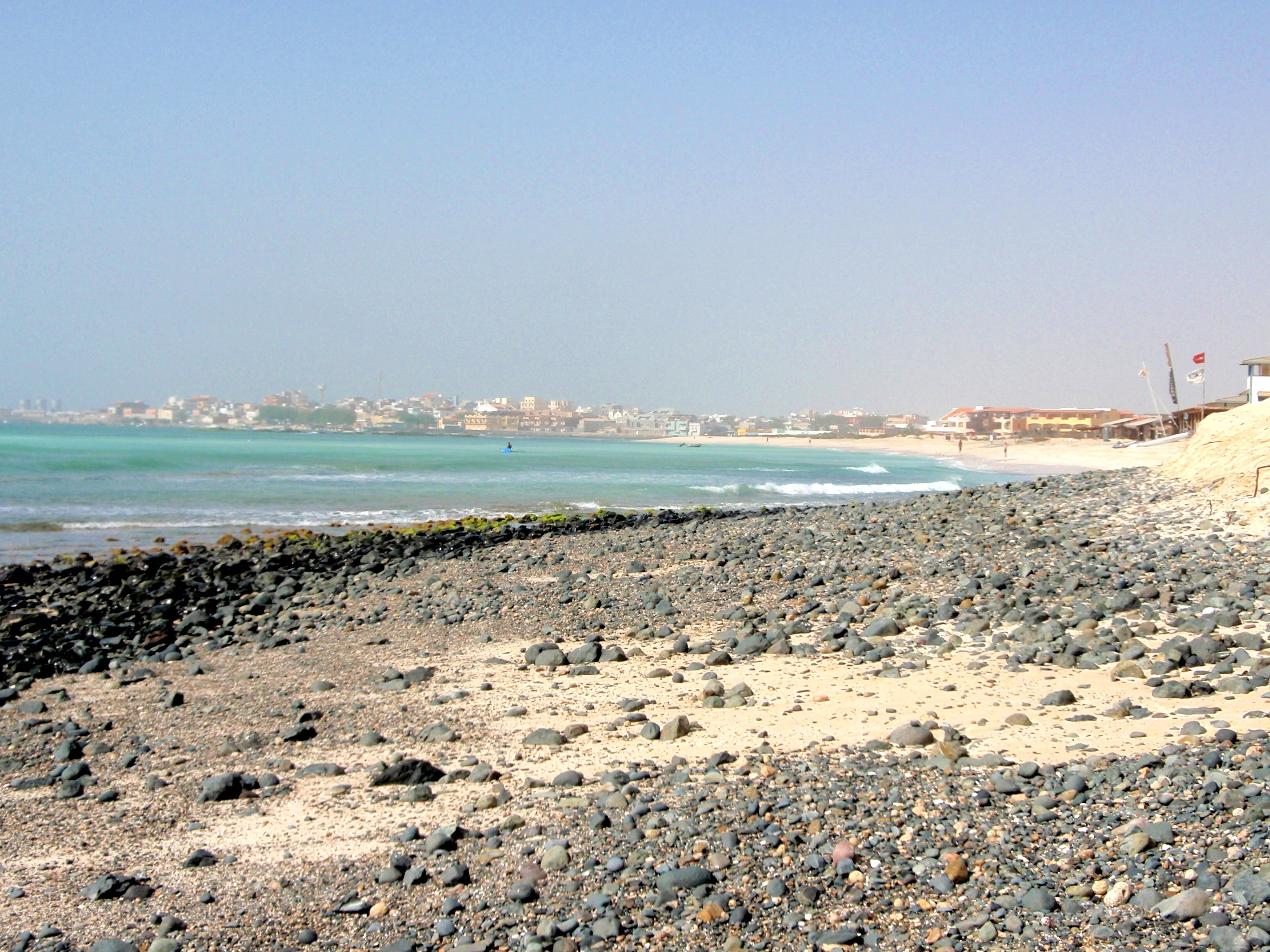
Пляж Саль-Рей

## Спорт
На Боа-Вішті є кілька футбольних клубів, організованих в Регіональну футбольну асоціацію Боа-Вішти.

## Визначні мешканці
- Арістідеш Перейра, перший президент Кабо-Верде
- Жерману Алмейда, письменник Кабо-Верде